# Aconogonon
Aconogonon (Aconogonum), nekad priznati biljni rod iz porodice dvornikovki raširen po Aziji i Sjevernoj Americi. danas je uklopljen u rod Koenigia.
Opisan je 1837. kao Aconogonon i Aconogonum (Meisn.) Rchb., bazionim: Polygonum sect. Aconogonon Meisn.

## Vrste
1. Aconogonon alaskanum (Small) Soják[1]
2. Aconogonon alpinum (All.) Schur[2]
3. Aconogonon coriarium (Grig.) Soják[2]
4. Aconogonon davisiae (W. H. Brewer ex A. Gray) Soják[1]
5. Aconogonon molle (D. Don) Hara[2]
6. Aconogonon phytolaccifolium (Meisner ex Small) Small[1]
7. Aconogonon rumicifolium (Royle ex Bab.) Hara[2]
8. Aconogonon tortuosum (D. Don) Hara[2]